# Polixtepec
Polixtepec är en ort i Mexiko.   Den ligger i kommunen Leonardo Bravo och delstaten Guerrero, i den södra delen av landet, 220 km söder om huvudstaden Mexico City. Polixtepec ligger 2 050 meter över havet och antalet invånare är 409.
Terrängen runt Polixtepec är kuperad österut, men västerut är den bergig. Terrängen runt Polixtepec sluttar västerut. Runt Polixtepec är det ganska glesbefolkat, med 31 invånare per kvadratkilometer. Närmaste större samhälle är Tlacotepec, 18,8 km norr om Polixtepec. I omgivningarna runt Polixtepec växer i huvudsak blandskog.